# Ryska SFSR
Ryska sovjetiska federativa socialistrepubliken, förkortat Ryska SFSR, var den största av Sovjetunionens delrepubliker.
Vid Sovjetunionens upplösning 1991 bildades av republiken en självständig stat med namnet Ryska federationen.

## Republikens grundande
Sedan kejsar Nikolaj II abdikerat 15 mars 1917 och Ryska republikens provisoriska regering störtats 7 november 1917 tillsatte rådskongressen ett folkkommissariernas råd som verkställande regeringsmyndighet med Lenin som ordförande och Trotskij som utrikeskommissarie.
I januari 1918 fastställde Tredje allryska sovjetmötet en "deklaration av det arbetande och utplundrade folkets rättigheter" samt 10 juli 1918 en konstitution för Ryska SFSR. Enligt deklarationen proklamerades Ryska SFSR som en "arbetare-, soldat- och bondedeputeradenas sovjetrepublik". All central och lokal makt förklarades tillhöra det arbetande folket och dess råd av deputerade, sovjet.

## Historia
När Sovjetunionen bildades 1922, var Ryska SFSR en av fyra delstater (sovjetrepubliker). Efter hand bildades flera delstater i Sovjetunionen. De flesta bildades genom att delar av Ryska SFSR knoppades av och blev egna sovjetrepubliker inom unionen, andra tillkom efter undertecknandet av Molotov-Ribbentroppakten i början av andra världskriget. De centralasiatiska sovjetrepublikerna tillkom genom utbrytningar ur Ryska SFSR under perioden 1929–1936. Under och efter andra världskriget tillkom även baltstaterna och Kaliningrad oblast som tillfördes 1946. Karelsk-Finska SSR bildades 1940 efter finska vinterkriget av erövrade finska områden och den tidigare Autonoma Karelska sovjetrepubliken, som hade avskilts från Ryska SFSR. Krim överfördes till Ukrainska SSR 1954.
I folkomröstningen 1991 röstade 73 % i republiken för att behålla unionen.
Den 8 december 1991 blev republiken en självständig stat, Ryska federationen, genom att Sovjetunionen upplöstes.

## Rysslands självständighet 1991
Den 12 juni 1991 valdes Boris Jeltsin till republikens president med 57 procents majoritet. I augusti lyckades han avstyra ett kuppförsök utfört av kommunisten Gennadij Janajev och mot denna bakgrund förbjöd han i november kommunistpartiet SUKP att verka i Ryssland. En kort tid ledde Jeltsin även regeringen egenhändigt. Det första stora ekonomiska beslutet han tog var att förklara handeln vara fri och därmed ersätta planekonomi med relativ marknadsekonomi.
Ryska SFSR förklarade sig vara en självständig stat 24 augusti 1991. Den 8 december 1991 undertecknade Jeltsin tillsammans med Ukrainas president Leonid Kravtjuk och Belarus ledare Stanislaŭ Sjusjkevitj ett dokument som förklarade Sovjetunionen upplöst.  Unionen skulle följas av en lösare gemenskap, Oberoende staters samvälde (OSS). Dåvarande sovjetiske presidenten Michail Gorbatjov förklarade det hela vara en olaglig statskupp. Några veckor senare, den 25 december, avgick Gorbatjov som president i Sovjetunionen och överlämnade all makt som fanns kvar i ämbetet till Rysslands nya president Boris Jeltsin. Dagen efter, den 26 december, upplöste den Högsta sovjeten sig själv. Rysslands självständighet var nu ett faktum och den nya självständiga staten antog formellt namnet Ryska federationen.